# 馬經 (正統進士)
馬經（1410年—？），字用常，直隸河間府景州東光縣人，匠籍，明朝政治人物。

## 生平
宣德七年（1432年）壬子科雲南鄉試第七名舉人，正統四年（1439年）中式己未科會試第六十一名，三甲第九名進士。授宜章縣知縣。

## 家族
曾祖馬德昭；祖父馬視遠，工部主事；父馬誾如。